# Corneliu Vadim Tudor
Pour les articles homonymes, voir Vadim.
Corneliu Vadim Tudor, né le 28 novembre 1949 à Bucarest et mort le 14 septembre 2015 dans la même ville, est un poète, journaliste et homme politique roumain. 
Fondateur du Parti de la Grande Roumanie (PRM), il exerce les fonctions de sénateur de 1992 à 2008, puis de député européen de 2009 à 2014. Sa carrière politique atteint son apogée en 2000, lorsqu'il accède au second tour de l'élection présidentielle face à Ion Iliescu. Il est connu pour ses positions nationalistes, parfois qualifiées d'antisémites et xénophobes.

## Biographie

### Jeunesse et études
Il est né à Bucarest le 28 novembre 1949 dans une famille de la classe ouvrière, son père étant tailleur et en même temps pasteur baptiste, mais il se dit lui-même orthodoxe roumain.
Dans sa jeunesse étant un admirateur du cinéaste français Roger Vadim, il a choisi le pseudonyme Vadim.[réf. nécessaire]
Tudor obtient son baccalauréat en 1967. Il obtient une licence en philosophie de l'université de Bucarest en 1971. Quatre ans plus tard, en 1975, il étudie à l'école des officiers de réserve à Bucarest. Vadim Tudor étudie l'histoire à Vienne entre 1978 et 1979, avec une bourse. 
Il est marié et a deux enfants.

### Carrière professionnelle
Corneliu Vadim Tudor s'illustre pendant la période communiste comme « poète de cour », sous le régime communiste, notamment en participant au culte de la personnalité qui entourait le « Conducător » Nicolae Ceaușescu. 
Il travaille également en tant que journaliste dans des journaux tels que România liberă et Săptămîna (en),.
En mai 1990, il fonde avec son mentor Eugen Barbu l'hebdomadaire d'inspiration national-communiste de Roumanie, appelé România Mare, avec l'aide du nouveau pouvoir, ainsi que le quotidien Tricolorul (ro) et l'hebdomadaire Politica. 
România Mare devient, après la fondation du Parti de la Grande Roumanie (PRM), l'organe officiel du parti. La publication été à de nombreuses reprises poursuivie pour diffamation, souvent du fait de propos écrits par Vadim Tudor lui-même, qu'il signe généralement du pseudonyme d'« Alcibiade ».

### Carrière politique
En juin 1991, il fonde le Parti de la Grande Roumanie.
Lors des élections législatives de 1992, Vadim Tudor est élu sénateur, puis est réélu en 1996, en 2000 et en 2004. Lors du scrutin de 2008, il échoue, comme tous les membres de son parti, à se faire réélire. 
Entre 1993 et 1996, il a associé son parti à la coalition gouvernementale de la gauche post-communiste du « Quadrilatère rouge » (Patrulaterul roșu), au sein du gouvernement Văcăroiu.
Il se présente plusieurs fois aux élections présidentielles. Au premier tour de l'élection présidentielle roumaine du 16 novembre 2000, Vadim Tudor a fini en deuxième position avec 28,3 % des voix. Cela a entraîné le ralliement de presque toute la classe politique à Ion Iliescu pour le deuxième tour du 11 décembre 2000, et Vadim Tudor n'est parvenu à obtenir que cinq points de plus, alors qu'Iliescu passait de 36 % des voix au premier tour à 67 % au second.
Lors des élections européennes de 2009, il est élu au Parlement européen. Il siège alors parmi les non-inscrits. Lors des élections suivantes, il échoue à conserver son mandat.
Il meurt le 14 septembre 2015, des suites d'un infarctus du myocarde.

## Positions politiques
En tant que président du PRM, il s'oppose aux réformes libérales (désengagement de l'État, privatisations...) de la période post-communiste, ainsi que la montée des inégalités sociales et la corruption, tout en revendiquant le rétablissement de la Grande Roumanie historique,. Il se fait remarquer par ses déclarations brutales, telles que : « Dans les circonstances actuelles, lorsque la police et le pouvoir judiciaire sont contre les citoyens au lieu de les défendre, il est clair que la Roumanie est un pays ingouvernable. [...] Le désastre est si affreux, nous avons bien peur que la seule façon de gouverner la Roumanie est avec un fusil automatique. » en 1998, ou « Nous fusillerons les voleurs dans des stades » en 2000.
Dans les colonnes de România Mare, il dénonce les « ennemis de la nation » : les Hongrois, les Roms et les Juifs, mais également les Occidentaux, les Russes et les Israéliens. Pour autant il soutient dès 1995 l'adhésion de la Roumanie à l'Union européenne et à l'OTAN. 
En 2003, Vadim Tudor semble renoncer à son discours antisémite et adopte un nouveau point de vue sur les Juifs, le judaïsme et la Shoah. Dans une lettre du 1er février 2004, il renonce à certaines anciennes déclarations qu'il avait faites, jugées comme antisémites. De plus, il écrit, « je sais que j'avais tort pour avoir nié l'Holocauste en Roumanie, qui s'est produit entre 1941 et 1944 sous le régime d'Antonescu ». Néanmoins en 2012, lors d'une émission de télévision il déclare qu'« il n'y a jamais eu d’holocauste en Roumanie... [et qu'il] le nierai[t] jusqu'à [sa] mort car [il] aime [son] peuple ».

## Résultats aux élections présidentielles
| Année | 1er tour | 1er tour | 2e tour | 2e tour |
| Année | %        | Rang     | %       | Rang    |
| ----- | -------- | -------- | ------- | ------- |
| 1996  | 4,7      | 5e       |         |         |
| 2000  | 28,3     | 2e       | 33,2    | 2e      |
| 2004  | 12,6     | 3e       |         |         |
| 2009  | 5,6      | 4e       |         |         |
| 2014  | 3,7      | 7e       |         |         |